# Caloptilia behrensella
Caloptilia behrensella là một loài bướm đêm thuộc họ Gracillariidae. Nó được tìm thấy ở Hoa Kỳ (California).